# Рахмановский сельсовет (Егорьевский район)
Рахмановский сельсовет — упразднённая административно-территориальная единица, существовавшая на территории Московской губернии и Московской области до 1925 и в 1926—1939 годах.
Рахмановский сельсовет был образован в первые годы советской власти. По данным 1923 года он входил в состав Починковской волости Егорьевского уезда Московской губернии.
В 1925 году Рахмановский с/с был присоединён к Парыкинскому с/с, но уже 16 ноября 1926 года он был выделен обратно.
В 1929 году Рахмановский с/с был отнесён к Егорьевскому району Орехово-Зуевского округа Московской области.
17 июля 1939 года Рахмановский с/с был упразднён. При этом его территория (селения Митяки и Рахманово) была передана в Парыкинский с/с.